# St. Willehad (Oldenburg)
St. Willehad ist eine römisch-katholische Pfarrkirche in der niedersächsischen Großstadt Oldenburg. Sie steht unter dem Patrozinium des Heiligen Willehad und gehört zum Bistum Münster. Das Gotteshaus ist eine Saalkirche im Stil der Moderne und bietet 300 Gläubigen Platz.

## Geschichte
Oldenburg wuchs nach dem Zweiten Weltkrieg vor allem durch die vielen Vertriebenen und Flüchtlinge aus Mittel- und Osteuropa stark an. Weit über 22.000 Menschen katholischen Glaubens fanden dort eine neue Heimat. Gleichzeitig zogen zahlreiche junge Menschen insbesondere aus Südoldenburg zum Arbeiten in die Stadt. Die wenigen vorhandenen katholischen Kirchen konnten die größere Zahl der Gottesdienstteilnehmer nicht mehr fassen. Ab 1953 wünschten sich katholische Einwohner im Stadtwesten eine eigene Kirche.
Die vom Architekten Alfons Boklage (Münster) entworfene neue Kirche wurde 1954/1955 gebaut. Die Weihe durch Heinrich Baaken, der damals Weihbischof in Münster war, fand am 27. November 1955 statt. Das Kirchengebäude ist ein Backsteinbau mit runder Chorapsis und angebautem Glockenturm.
St. Willehad gehörte zuerst zur Hauptkirche St. Peter (Oldenburg), wurde 1963 eigenständige Pfarrei und ist seit 2008 Pfarrkirche nach der Fusion mit den Filialkirchen St. Stephanus (Oldenburg), Heilig Geist (Oldenburg) und St. Marien (Südmoslesfehn). Zur Prävention von sexuellem Missbrauch von Kindern und Jugendlichen erarbeitete 2019 eine Steuerungsgruppe im Auftrag des Pfarreirates dieser Kirchen ein institutionelles Schutzkonzept, das alle fünf Jahre überprüft und bei Bedarf modifiziert wird.
Am 1. Januar 2024 schlossen sich die drei Oldenburger Pfarren St. Willehad, St. Josef und St. Marien sowie fünf Kirchengemeinden aus benachbarten Landkreisen zusammen zum Katholischen Kirchenverband „Pastoraler Raum Oldenburg-Delmenhorst“ mit Sitz in Oldenburg.

## Glocken
Im etwa 15 Meter hohen Turm des Gotteshauses St. Willehad hängen die folgenden vier Bronzeglocken, die von der Firma Petit & Gebr. Edelbrock 1963 in der Glockenstadt Gescher gegossen wurden.
- Glocke 1: Schlagton: e‘, Name: Hl. Willehad, Ø 122,8 cm, Inschrift: „Geleit uns auf dem letzten Pfad, bitt Gott für uns Sankt Willehad.“
- Glocke 2: Schlagton: fis‘, Name: Hl. Maria, Ø 109 cm, Inschrift: „Bitt‘, dass hinieden werden ein Hirt und eine Herde.“
- Glocke 3: Schlagton: a‘, Name: Hl. Joseph, Ø 91,9 cm, Inschrift: „O steh‘ zu allen Zeiten Sankt Joseph uns zur Seiten.“
- Glocke 4: Schlagton: h‘, Name: Hl. Johannes, Ø 79,9 cm, Inschrift: „Christi Verkünder Mahner der Sünder Heiliger Täufer bitte für uns.“

## Orgel
Von der Firma Herbert Kruse (Lohne) wurde 1956 die erste Orgel (II+P/13) erbaut. Eine Reinigung erfolgte 1976 durch Orgelbau Alfred Führer (Wilhelmshaven). Die Firma Siegfried Sauer (Höxter-Ottbergen) baute 1984 eine neue Orgel (II+P/23) und verwendete dabei neun Register aus der Vorgängerorgel. Alfred Führer sicherte die Orgel 1998 im Rahmen der Arbeiten zur Kirchenrenovierung und führte 2003 Reparaturen der elektrischen Traktur durch. Die Orgelbaufirma Fischer + Krämer (Endingen) renovierte die Orgel 2016 vor allem durch Dispositionsänderungen und baute eine neue Setzeranlage ein.
Die Orgel von 1984 besitzt ein Hauptwerk (C-g3), ein Schwellwerk (C - g3) und ein Pedal (C - f1). Außerdem gibt es Schleifladen mit mechanischer Spieltraktur und elektrischer Registertraktur sowie eine SPS-Setzeranlage (Stand: 11. März 2021).